# Novi Put (Krasnodar)
Novi Put (del ruso: Новый Путь) es un jútor del raión de Shcherbínovski del krai de Krasnodar, en Rusia. Está situado junto a la frontera septentrional del krai (tras la que se halla el óblast de Rostov), 26 km al nordeste de Staroshcherbínovskaya y 195 km al norte de Krasnodar, la capital del krai. Tenía 1 habitante en 2010.
Pertenece al municipio Yekaterínovskoye.